# Haris Skenderović
Haris Skenderović (Bihać, 3 novembre 1981) è un procuratore sportivo ed ex calciatore bosniaco, di ruolo difensore.

## Carriera

### Club
Skenderović iniziò la carriera in patria, con la maglia del Jedinstvo Bihać. Nel 2002, passò agli svedesi del Vasalund. In seguitò, si legò ai tunisini del Monastir. Tornò poi in Svezia per giocare con le maglie di Sirius e Syrianska: con quest'ultimo club, raggiunse la promozione nella Allsvenskan nel 2010.
Il 18 novembre 2010 fu reso noto il suo passaggio allo Stabæk. Esordì nella Tippeligaen il 20 marzo 2011, quando fu titolare nella sconfitta casalinga per 0-7 contro il Lillestrøm. Il 3 marzo 2012 rescisse il contratto che lo legava al club norvegese.
Fece così ritorno al Syrianska per due stagioni in Allsvenskan, poi scese in Division 1 per giocare con l'AFC United. Terminata l'attività agonistica, diventò procuratore.

### Nazionale
Skenderović giocò 3 partite per la Bosnia ed Erzegovina under 21.